# Тинбридж
Тинбридж (англ. Teignbridge) — неметрополитенский район (non-metropolitan district) графства Девон, Англия. Районный совет находится в Ньютон Эбботе.
Города входящие в Тинбриджский район помимо Ньютон Эббота: Ашбертон, Долиш, Тинмут, деревня Вайдкомб-Мур.
Район был сформирован 1 апреля 1974 г. согласно Закону о местном управлении 1972 года слиянием городских округов Ашбертона, Бакфастли, Долиша, Ньютон Эббота и Тинмута с сельскими округами Ньютон Эббота и частично Сент-Томаса.